# TMEM125
TMEM125 (англ. Transmembrane protein 125) – білок, який кодується однойменним геном, розташованим у людей на 1-й хромосомі. Довжина поліпептидного ланцюга білка становить 219 амінокислот, а молекулярна маса — 22 172.
| 10         |  | 20         |  | 30         |  | 40         |  | 50         |
| ---------- |  | ---------- |  | ---------- |  | ---------- |  | ---------- |
| MSEQEAQAPG |  | GRGLPPDMLA |  | EQVELWWSQQ |  | PRRSALCFVV |  | AVGLVAGCGA |
| GGVALLSTTS |  | SRSGEWRLAT |  | GTVLCLLALL |  | VLVKQLMSSA |  | VQDMNCIRQA |
| HHVALLRSGG |  | GADALVVLLS |  | GLVLLVTGLT |  | LAGLAAAPAP |  | ARPLAAMLSV |
| GIALAALGSL |  | LLLGLLLYQV |  | GVSGHCPSIC |  | MATPSTHSGH |  | GGHGSIFSIS |
| GQLSAGRRHE |  | TTSSIASLI  |  |            |  |            |  |            |

A: Аланін

C: Цистеїн

D: Аспарагінова кислота

E: Глутамінова кислота

F: Фенілаланін

G: Гліцин

H: Гістидин

I: Ізолейцин

K: Лізин

L: Лейцин

M: Метіонін

N: Аспарагін

P: Пролін

Q: Глутамін

R: Аргінін

S: Серин

T: Треонін

V: Валін

W: Триптофан

Локалізований у мембрані.